# Wilhelm Hünerhoff

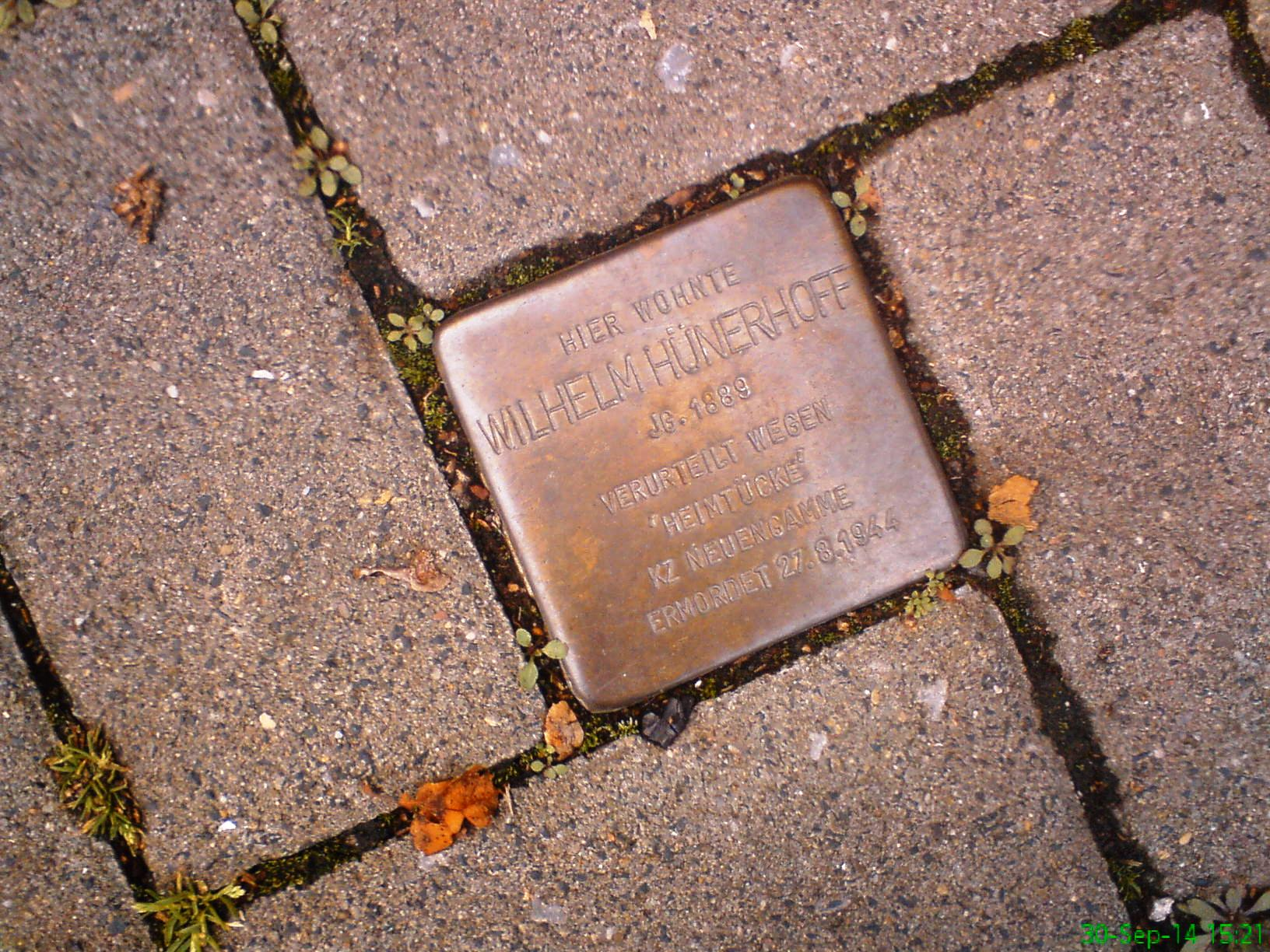
Stolperstein für Wilhelm Hünerhoff (Foto: 2014)

Wilhelm Hünerhoff (* 6. Juni 1889 in Bielefeld; † 27. August 1944 in Hamburg) war ein deutscher Angestellter und protestantischer Christ, der Opfer des NS-Regimes wurde.

## Biographie
Wilhelm Hünerhoff entstammte einer bäuerlichen Familie, die stark von der Erweckungsbewegung um Johann Heinrich Volkening geprägt war. Der Vater lebte diese praktische christliche Tradition als Presbyter, ehrenamtlicher Armenpfleger und aktives Mitglied der Freiwilligen Feuerwehr vor. Kennzeichnend war aber auch eine protestantische Loyalität gegenüber der Obrigkeit. Nach Abschluss der Schule machte Hünerhoff zunächst eine Ausbildung zum Lehrer und arbeitete auch in diesem Beruf, bis er 1914 eine Tätigkeit bei der AOK in Bielefeld aufnahm, wo er bis zu seiner Verhaftung im Jahre 1944 blieb und es bis zum Verwaltungsoberinspektor brachte. Kurz danach wurde er als Soldat zum Ersten Weltkrieg eingezogen und 1916 so schwer verletzt, dass er nicht mehr einsatzfähig war. 1919 heiratete er seine Frau Auguste; das Ehepaar bekam vier Kinder.
Nach der „Machtergreifung“ durch die Nationalsozialisten im Jahre 1933 übte Hünerhoff Kritik an den Folgen des Gesetzes zur Wiederherstellung des Berufsbeamtentums, nach dem politisch unliebsame sowie jüdische Mitarbeiter entlassen wurden. In den folgenden Jahren wurde er mehrfach wegen Verstößen gegen das Heimtückegesetz angezeigt. Zudem engagierte er sich für den der Bekennenden Kirche nahestehenden Pfarrer Johannes Mebus bei dessen Konflikt mit Pfarrern der Deutschen Christen, was ihm eine Hausdurchsuchung durch die Gestapo einbrachte.
Im März 1944 wurde Wilhelm Hünerhoff zur Teilnahme an einem Luftschutzlehrgang vorgeladen. Er erklärte dem zuständigen SA-Mann, dass er diesen „Dienst nicht übernehmen könne und brauche“, da er schon Luftschutzbeauftragter seines Wohnbezirkes sei, weitere Verpflichtungen für die Gemeinschaft habe und seine Mutter bei der Feldarbeit helfen müsse. Zudem, so seine eigene Angabe, gelte er als „staatspolitisch unzuverlässig“. Als er zum zweiten Lehrgangsabend nicht erschien, zeigte ihn der SA-Mann bei der Gestapo an. Am 8. März 1944 wurde er telefonisch aufgefordert, bei der Gestapo zu erscheinen, wo er verhaftet und in „Schutzhaft“ genommen wurde. Freunde und Verwandte versuchten vergeblich, mit zahlreichen Eingaben und Gesprächen seine Freilassung zu erwirken, indem sie etwa auf Hünerhoffs soziales Engagement hinwiesen. Im Mai 1944 wurde er von dem damaligen Leiter der AOK, Pieper, entlassen, da „die Kasse nunmehr über die Gründe, die zu den gegen Sie getroffenen staatspolizeilichen Maßnahmen führten, im einzelnen unterrichtet“ sei, müsse „das Verfahren mit dem Ziel Ihrer Dienstentlassung fortgeführt werden“. Inzwischen war Hünerhoff als „arbeitsscheues Element“ in ein Arbeitserziehungslager in Lahde transportiert worden, im Juli 1944 kam er in das KZ Neuengamme. Von dort aus wurde er in einem Bombenräum- und -suchkommando in Hamburg eingesetzt und kam bei der Detonation einer Bombe ums Leben.
Nach Kriegsende schrieb der AOK-Leiter Pieper über Hünerhoff, dessen Entlassung er noch im Jahr zuvor betrieben hatte, dass „sein unbestechlicher ehrlicher Charakter [...] ihm jederzeit die uneingeschränkte Wertschätzung seiner Vorgesetzten und Mitarbeiter...“ gesichert habe. Um ein solches Führungszeugnis hatte die Familie Hünerhoff im Rahmen der Bemühungen
um die Freilassung des Inhaftierten mehrfach vergeblich gebeten. Nun erhielt die Witwe Auguste Hünerhoff nicht nur diese Bescheinigung unaufgefordert zugesandt, sondern auch
„auf Wunsch den Rest des damals gekürzten Gehaltes nachgezahlt“. Wilhelm Hünerhoff, so Pieper, sei ein „Opfer des Luftkrieges“ und ihm werde „allzeit ein ehrendes Andenken“ bewahrt, denn „er war einer unserer Besten“. Sein Tod blieb strafrechtlich ungesühnt.
Am 30. Oktober 2006 wurde vor dem ehemaligen Wohnhaus der Familie Hünerhoff in der Finkenstraße ein Stolperstein für Wilhelm Hünerhoff verlegt.